# Нёйи-Плезанс
Нёйи-Плезанс (фр. Neuilly-Plaisance) — муниципалитет во Франции, в регионе Иль-де-Франс, департамент Сен-Сен-Дени. Население — 20 703 человек (2011).
Муниципалитет расположен в расстоянии около 13 км на восток от Парижа, к 8 км на юго-восток от Бобиньи.

## Экономика
В 2010 году среди 14 143 человек трудоспособного возраста (15-64 лет) 10 746 были активными, 3397 — неактивными (показатель активности 76,0%, в 1999 году было 74,9%). С 10 746 активных жителей работали 9593 лица (4842 мужчины и 4751 женщина), безработными было 1153 (547 мужчин и 606 женщин). Среди 3397 неактивных 1456 человек было учениками или студентами, 1100 — пенсионерами, 841 была неактивной по другим причинам.
В 2010 году в муниципалитете числилось 8190 обложенных домохозяйств в которых проживали 20503,0 лиц.